# Veith Steinböck

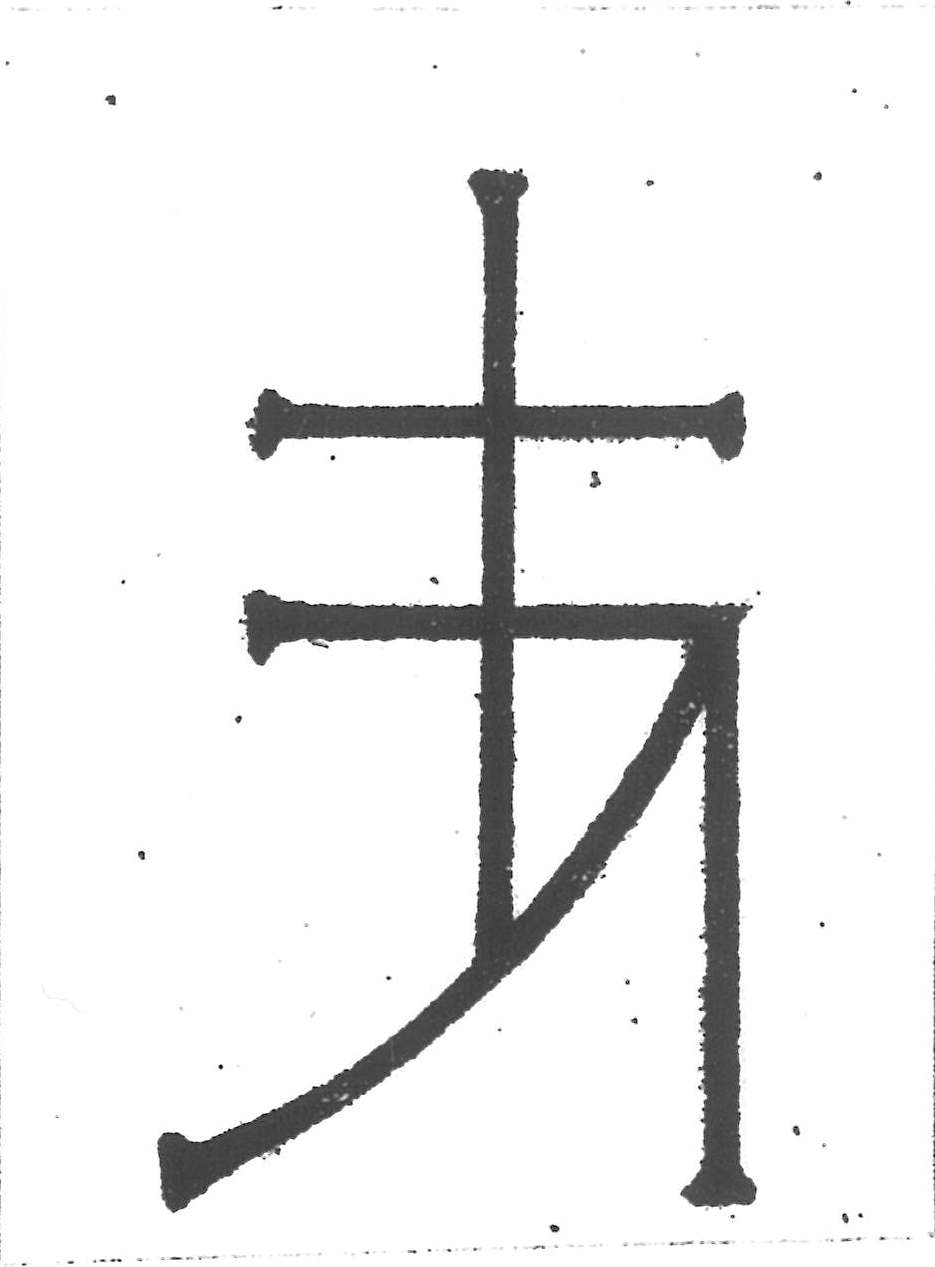
Steinmetzzeichen von Veith Steinböck

Veith Steinböck (* 1656 in Eggenburg, Niederösterreich; † 26. Mai 1713 in Wien) war ein österreichischer Steinmetzmeister und Bildhauer des Barock, Dombaumeister zu St. Stephan und Obervorsteher der Wiener Bauhütte.

## Leben
Veith wurde in eine Steinmetzfamilie geboren, sein Vater Thomas Steinböck (* 1625) war Steinmetzmeister in Eggenburg, die Mutter Catharina und der ältere Bruder Wolfgang. Im Laufe der Jahre bekam er die Geschwister Andreas, Martha, Barbara und Christina.

### Das Haus der Zeche
Aufgrund des kaiserlichen Mandates vom 14. April 1670 wurden die Juden aus Wien vertrieben. Am 11. April 1671 war ganz Niederösterreich ohne Juden. Der Zechschreiber notierte am 6. September 1670 ins Innungsbuch .. hat das handtwerck der steinmetzen und maurer der haupthütten Wien durch Zechmeister Jacob Strobl ein hauß in der judenstadt kauft per 1.000 fl und haben darin verbaut per 500 fl lauth der handwercks leuth auszüg. Mit dem Erwerb eines Hauses im Jahre 1671 trat das Handwerk der Steinmetzen und Maurer wirtschaftlich unter den anderen Zechen hervor.
Der Knabe Veith lernte das Steinmetzhandwerk beim Vater Thomas Steinböck, seine Freisprechung zum Gesellen erfolgte am 12. Juli 1676 vor offener Zunftlade.

### Heirat und Meisterschaft
Meister Urban Illmayr starb im Oktober 1679, seine Witwe Justina musste sich im Gewerbe wiederverheiraten, um das Handwerk weiterführen zu können. Diese vergangene Ehe war nur von kurzer Dauer, der Witwer Illmayr hatte 1677 Justina Krautsamerin aus Baden in der Wiener Michaelerkirche geheiratet. Justina wählte Veith Steinböck, der damit auch die Hütte des Illmayr weiterführte.
Am 3. September 1680 wurde ihm das Meisterstück aufgegeben, das er am 28. Dezember 1680 dem Handwerk vorlegte. Auch bei seiner Arbeit stellte man unterschiedliche Mängel fest und bestrafte ihn mit 18 fl, die er in Raten bezahlte.
Seine Lehrlinge Stephan Merz aus Bruck an der Leitha und Veith Preißmais aus Mannersdorf am Leithagebirge, 1681 aufgenommen, sie hatten als die Türken 1683 vor der Stadt lagerten, auf einer der Basteien mutig gekämpft, und sind im dürggen krieg umbkomben, wie es im Innungsbuch heißt. Auf sie konnte das ganze Handwerk stolz sein.

## Bürger von Wien
1682 hatte er das Wiener Bürgerrecht erhalten. Am 22. August 1683 unterzeichnete er das Testament des Dombaumeisters zu St. Stephan Adam Haresleben.
1683 finden wir ihn als Mieter und Weingartenbesitzer, später, ab 1690 bereits als zweifachen Hauseigentümer. Als Mieter im Stubenviertel von 1683 bis 1688, danach von 1689 bis 1712 im Kärntnerviertel.

### Obervorsteher der Wiener Bauhütte
Am 30. Jänner 1684 dingte er seinen Bruder Andreas Steinböck als Lehrling auf, die Freisprechung vor offener Lade erfolgte am 30. Jänner 1689.
Die folgenden Jahre waren geprägt von der erfolgreichen Beendigung des Zweiten großen Türkenkrieges und dem allmählichen Wiederaufstieg und Ausbau Wiens zum glanzvollen Zentrum des Heiligen Römischen Reiches.

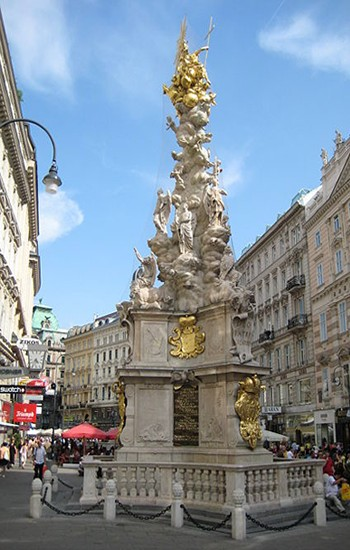
Pestsäule

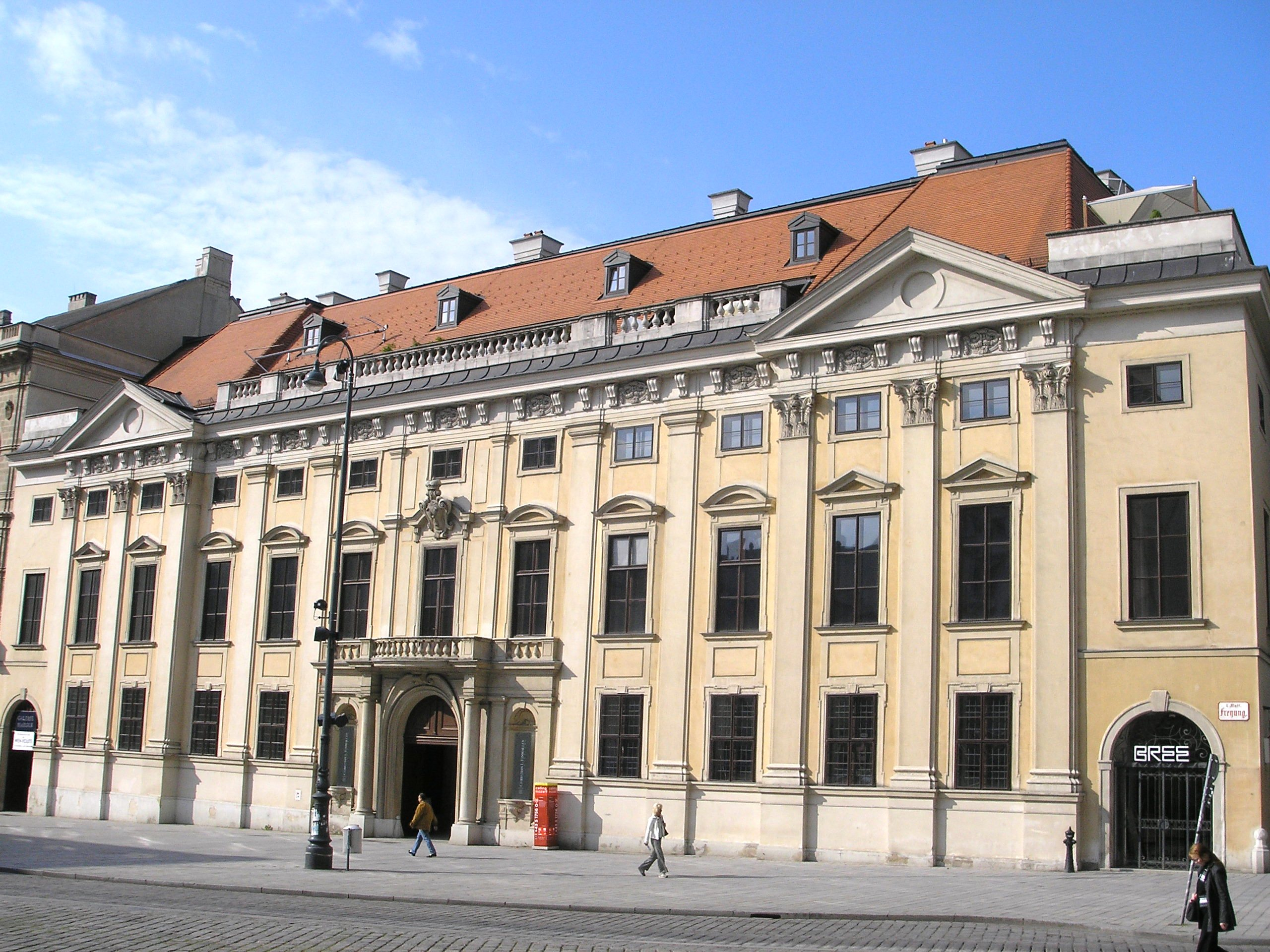
Palais Harrach, Freyung 3

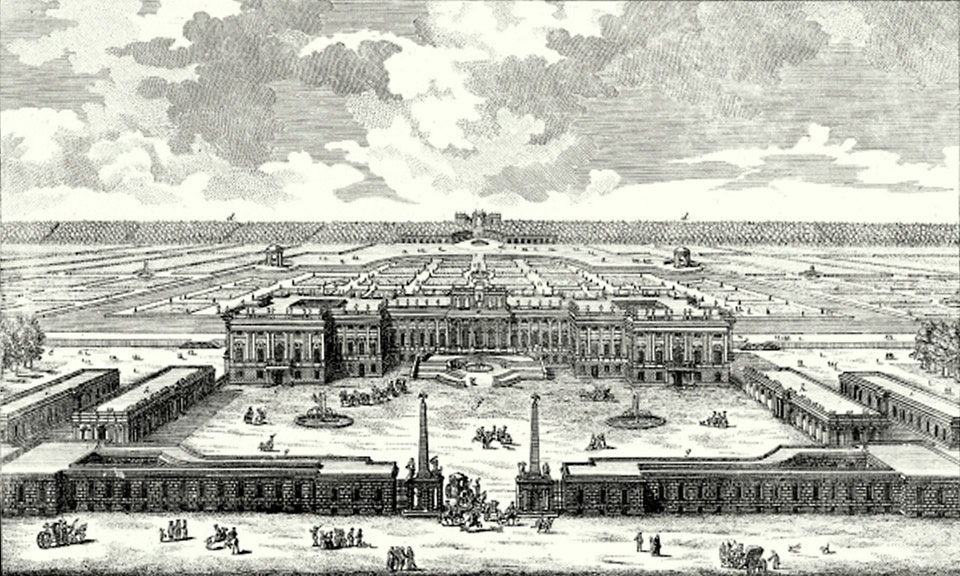
Schönbrunn, Entwurf 2, nach 1693.

Alle zehn Jahre musste das Besitzrecht für das Haus der Zeche neu bestätigt werden. Am 22. September 1703 erfolgte das durch Jacob Prunner, Maurer und Veith Steinböck, Steinmetzmeister, beide derzeit verordnete Zechmeister. Eine Kurzbeschreibung ..  das haus nr. 87 in dem gewesten juden gezürckh, aniezo initulierter Leopoldstadt, vormals der Lazarus Mändl jud inne gehabt. Nach der Emigration der gesamten Judenschaft wurde der ganze Bezirk der Stadt Wien überlassen, diese übergab das Haus dem Maurer- und Steinmetz-Handwerk.

### Pestsäule auf dem Graben
Die Pestsäule wurde anlässlich einer Pestepidemie am 10. Oktober 1679 von Kaiser Leopold I.  als marmornes Denkmal in Auftrag gegeben. Steinmetzmeister Veith Steinböck wurde beauftragt, das runde Geländer mit den Balustraden zu meißeln.
Am 4. August 1690 wurde Kaiser Leopold I. über Stand und Planung der Arbeiten informiert. Was von den angewiesenen 17.662 fl bereits bezahlt und welche erforderlichen Unkosten noch entstehen. (auszugsweise)
- Den Schiffleuten von Hallein und Salzburg für Hierherführung der Marmorsteine bezahlt 1394, noch nötig 550 fl.
- Dem Bildhauer Andreas Götzinger zu Salzburg für das Geländer nach Kontrakt bezahlt 1221 fl.
- Dem Steinmetz Veith Steinböck allhier von erforderlichen 1658 fl: bezahlt 550 fl, noch nötig 1108 fl.

Im Frühjahr 1691 setzte er das zweigeschoßige Postament auf und darauf hat man die Blöcke für die Wolkenpyramide aufgezogen. Am 29. Oktober 1693, dem Dreifaltigkeitstag, erfolgte die Einweihung des Denkmals.

### Palais Harrach auf der Freyung
Graf Ferdinand Bonaventura Harrach gelang es, den römischen Architekten Domenico Martinelli nach Wien zu holen. Sein altes Haus war durch einen großen Brand bei den Schotten im Jahre 1683 schwer beschädigt und zur Brandstatt geworden, er wünschte in der Nähe der kaiserlichen Hofburg mit dem Palais Harrach einen Prachtbau zu errichten. Der Wiener Steinmetzmeister Veith Steinböck legte 1689 ein Angebot für das Hauptportal vor.
Erstlichen das Tor zu machen mit zwei freistehenden Säulen und zwei Columnen und Hauptgesims, wie auch das Geländer von hartem Kaisersteinbrucher Stein, zu liefern und zu verfertigen. Die Kaisersteinbrucher Meister Giovanni Battista Passerini und Sebastian Regondi lieferten Steinmetzarbeiten für Portal, Säulen, Gesims, Stufensteine der Feststiege, Bodenplatten usw.

### Stift Heiligenkreuz
Abt Clemens Schäffer (1658–1693) vom Stift Heiligenkreuz beauftragte 1687 den Steinmetz Veit Steinböck Marmorplatten zu liefern, dokumentiert sind 3 Lieferungen zu 192, 24 und 14 Stück.

## Schloss Schönbrunn
Beim Bau von Schloss Schönbrunn nach dem zweiten Plan des Architekten Johann Bernhard Fischer von Erlach erhielten ab 1696 der Hof-Steinmetzmeister Veith Steinböck, sein bürgerlicher Wiener Mitmeister Johann Thomas Schilck, weiters Meister Johann Georg Deprunner von Loretto mit dem Lorettokalk und Meister Johann Georg Haresleben aus dem kaiserlichen Steinbruch große Steinmetzaufträge. Die wesentlichen Steinarten waren der Eggenburger Bildhauerstein und der harte Kaiserstein. Die Witwen der Meister Steinböck und Haresleben urgierten noch Jahre später beim Hofbauamt die restlichen Gelder.

## Dombaumeister zu St. Stephan
Fürstbischof Ernest Graf von Trautson war seine erste Obrigkeit. Dieser hatte an der römischen, von der Gesellschaft Jesu getragenen Päpstlichen Universität Gregoriana studiert. Dies war der übliche Weg in den höchsten Klerikerstand, er bekleidete das Amt des Domherrn von Salzburg und Straßburg. Zu den bereits in Wien vorhandenen katholischen Orden wurden im Kampf gegen die Protestanten weitere angesiedelt. Er ließ im Stephansdom neue Altäre errichten, 1697 für das Bild „Maria Pötsch“ aus dem ungarischen Dorf Pócs in der Diözese Erlau. Der Nachfolger ab 1702 Franz Anton Graf von Harrach setzte Maßnahmen, um Kontakte mit landesverwiesenen Lutheranern zu unterbinden und das Lesen verbotener Bücher zu verhindern.
Am 1. Juli 1696 nahm er den Jungen Matthias Winkler zum Lehrling auf, er sprach ihn vor offener Lade zum Gesellen frei, ist am 10. Juli 1701 Bruder geworden. Winkler reifte mit den Jahren zum Dombaumeister heran.
Die Pummerin war am 21. Juli 1711 vom kaiserlichen Stückgießer Johann Achamer aus den 200 Türkenkanonen gegossen worden, die beim Sieg über die Türken vor Wien 1683 erbeutet worden waren. Zweihundert Angehörige der Wiener Handwerkszünfte zogen sie auf einem schlittenähnlichen Wagen aus der Leopoldstadt durch die Rotenturmstraße zum Dom.

## Tod
Am 26. Mai 1713 starb Veith Steinböck, die Totenprotokolle berichten .. der bürgerliche stainmetz und baumaister bey St. Stephan ist am freydhoff allda an hitzsteckh cathar und erfolgtem schlagfluß verstorben, alt 57 jahr. In seinem Testament verfügte er in St. Stephans thumb und pfarrkürchen ehrlich begraben zu werden, 100 Seelenmessen zu St. Stephan, 100 bey denen Carmelitern usw. Er hatte keine eigenen Nachkommen, so verschaffte er seinen Brüdern und deren Familien 2500 fl, zur Universalerbin bestimmte er Justina, zuvor Illmayerin.
Er gehörte zu den wohlhabendsten Wiener Steinmetzmeistern des 17. Jahrhunderts, nicht nur aus seinem meisterlichen Fachwissen, auch aus dem Ertrag seiner Weingärten. Nach seinem Tode folgte Meister Johann Carl Trumler in die Hütte.
Seine um elf Jahre ältere Gemahlin starb am 28. April 1716. Justina Steinbeckin bürgerliche Wittib, ist im steinmez haus am alten fleischmarckt an einer lunglendzindung verstorben, alt 71 jahr. Die Witwe war eine reiche Frau, sie hatte sich in die innerste Stadt verfügt, und wünschte in der Gruft der Franziskanerkirche bestattet zu werden.

## Archivalien
- Wiener Stadt- und Landesarchiv: Steinmetzakten.
- Stift Heiligenkreuz Archiv: Kirchenbücher, Register.
- Gräflich Harrachsches Familienarchiv.